# 栗林元二郎
栗林 元二郎（くりばやし もとじろう、1896年 - 1977年）は、北海道の農業教育者。農業専門学校『八紘学園（はっこうがくえん）』の創設者。

## 経歴
1896年、秋田県雄勝郡川連村の農家に生まれる。1919年、22歳のとき、80人ほどの北海道移住団の団長を引き受ける。移住先は、十勝支庁芽室町上美生である。200haほどの土地の開墾に成功する。北海道庁により功労賞が授与される。
1924年、北海道庁の移民招致係の嘱託となる。北海道移住の宣伝映画を、制作費1800円で製作する中心人物となる。
農業教育の必要性を感じ、独学で教員資格を入手し、札幌の日本殖民学校農学科の主任講師となる。講師として経験を積むうち、農業専門学校の創立を考えはじめる。その考えに賛同する斎藤實らの資金援助や北海道帝国大学の教授陣の助けもあり、当時札幌市の隣町だった豊平町の月寒に82haの土地を手に入れ、1931年に『八紘学園』を発足させる。1933年には、地主の吉田善太郎が所有していた土地を買い取り、さらに校地を広げる。この頃八絋学園を卒業した者の中には、のちに南米に移り農園主になる者も多くいた。
1948年、公職追放により栗林は教職を追われる（後、学園長に復帰）。1953年に、『八紘学園』内に会員制のジンギスカン料理店『成吉思汗倶楽部』を発足させる。
1977年死去。